# RS del Telescopi
RS del Telescopi (RS Telescopii) és una estrella a la constel·lació del Telescopi. És una variable rara R Coronae Borealis —un supergegant extremadament deficient en hidrogen que hom pensa com a resultat de la fusió de dues nanes blanques; a partir del 2012 s'han descobert menys de 100.
Té una magnitud màxima de 9.6 i una magnitud mínima 16.5. A partir del 2012, s'han observat quatre mínims.
Té menys d'un 55% la massa del Sol i una temperatura efectiva (superficial) d'uns 6.750 K.